# Sabta (Bibel)
Sabta ist im Alten Testament der drittälteste Sohn des Kusch.

## Etymologie
Der Name Sabta wird im masoretischen Text in Gen 10,7  סַבְתָּה savtāh und in 1 Chr 1,9  סַבְתָּא savtā’ geschrieben, die Septuaginta gibt den Namen an beiden Stellen als Σαβαθα Sabatha wieder, so auch die Vulgata als Sabatha.

## Biblische Erzählung
Sabta ist nach Gen 10,7  und 1 Chr 1,9  der drittälteste Sohn des Kusch. Seine Brüder heißen Seba, Hawila, Ragma, Sabtecha und Nimrod. Kusch selbst ist ein Sohn Hams und Enkel Noachs.

## Rabbinische Literatur
Im Babylonischen Talmud wird für Sabta eine Lokalisierung vorgenommen.

„„Sabta, Ragma und Sabtecha.“ (Gen 10,7 ) Rab Josef lehrt: Inneres Sakistan und äußeres Sakistan. Zwischen dem einen und dem anderen einhundert Parasangen und der Umfang tausend Parasangen.“

Ein Parasang ist ein iranisches Längenmaß. Bei Sakistan handelt es sich um eine Provinz des Sassanidenreiches.
Im Midrasch Exodus Rabba wird Sabta als Beispiel für Völker erwähnt, von denen sich Israel durch den Erhalt der Tora und den Bundesschluss mit Gott unterscheidet.

„Rabbi Jehudaת Sohn des Rabbi Simon sagte im Namen des Rabbi Jehoschua ben Levi: Der Heilige, gepriesen sei er, sprach: Früher wurdet ihr wie der Rest der Völker genannt, wie „Sabta, Ragma und Sabtecha.“ (1 Chr 1,9 ). Und von dem Moment an, da ihr meine Tora empfangen habt, habe ich einen Bund mit euch geschlossen und euch hinauf geführt.“